# Thujamosfamilie
De thujamosfamilie (Thuidiaceae) is een familie van mossen uit de orde Hypnales. De familie omvat 15 geslachten en ongeveer 140 soorten, waaronder een aantal Europese.
In België en Nederland wordt de familie vertegenwoordigd door het geslacht thujamos (Thuidium).

## Determinatie

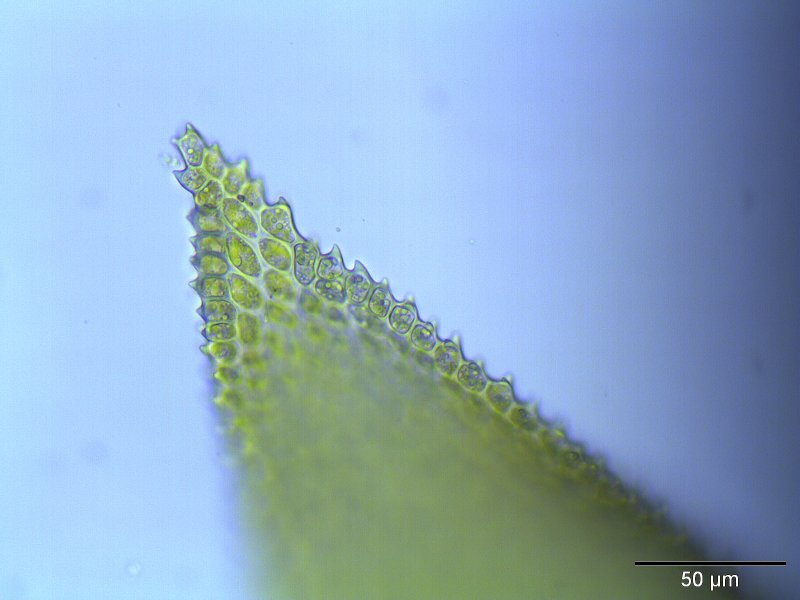
Zweepthujamos (T. assimile), getande bladrand (400x)

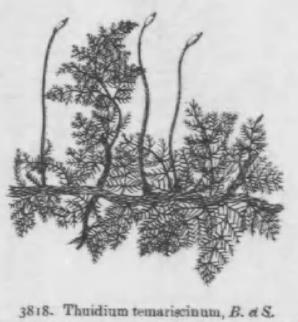
Gewoon thujamos (T. tamariscinum), sporogoon

De familie omvat mattenvormende mossen die enkel- tot drievoudig geveerd zijn. De stengels zijn dikwijls bezet met parafylliën, sterk gereduceerde blaadjes. De stengelblaadjes zijn meestal ovaal of driehoekig, geplooid aan de voet en eindigend op een punt. De takblaadjes zijn kleiner. De bladcellen dragen elk een papil aan de rand, waardoor de bladrand fijn getand is.
Sporofyten zijn zeldzaam bij deze familie, de voortplanting gebeurt voornamelijk door vegetatieve uitlopers. De sporenkapsels zijn gekromd cilindrisch en staan schuin op een lange steel of seta.

## Habitaten verspreiding
De thujamosfamilie omvat zowel terrestrische, epifytische als lithofytische planten die in uiteenlopende biotopen voorkomen, wereldwijd verspreid maar vooral te vinden in gematigde en koude streken.

## Taxonomie
De thujamosfamilie omvat 15 geslachten met ongeveer 140 soorten. Op basis van moleculair onderzoek is gebleken dat de groep monofyletisch is.
- Familie: Thuidiaceae
  - Geslachten: Acritodon · Abietinella · Actinothuidium · Aequatoriella · Boulaya · Bryochenea · Echinophyllum · Haplocladium · Hylocomiopsis · Indothuidium · Orthothuidium · Pelekium · Rauiella · Thuidiopsis · Thuidium